# Bijia Peak
Bijia Peak är en kulle i Guam (USA).   Den ligger i kommunen Asan-Maina, i den västra delen av Guam, 3 km sydväst om huvudstaden Hagåtña. Toppen på Bijia Peak är 206 meter över havet.